# كأس أوكرانيا 2007–08
كأس أوكرانيا 2007–08 (بالأوكرانية: Кубок України з футболу 2007—2008)‏ هو الموسم 17 من كأس أوكرانيا. أقيم خلال الفترة 20 يوليو 2007 وحتى 7 مايو 2008، وكان عدد الأندية المشاركة فيه 54، وفاز فيه نادي شاختار دونيتسك.